# Nik Collection
Nik Collection — набор плагинов для редактирования фотографий, предназначенных для использования с Adobe Photoshop, Affinity Photo или DxO PhotoLab.

## История
Nik Sharpener и Nik Color Efex были разработаны компанией Nik Multimedia Inc. в 1990-х годах как цифровые фотофильтры, которые можно было использовать в Photoshop или как самостоятельные приложения. Спустя несколько лет, в 2003 году, к перечисленным продуктам был добавлен Dfine 1.0, приложение и плагин для шумоподавления.
В 2008 году компания Nik Software провела ребрендинг и добавила в ассортимент Viveza и Silver Efex, а затем объединила все свои отмеченные наградами приложения-плагины для редактирования фотографий, Dfine 2.0, Viveza, Color Efex Pro 3.0, Silver Efex Pro и Sharpener Pro 3.0, в одну коллекцию. Complete Collection Ultimate Edition продавалась за $599,95, а Complete Collection для Lightroom и Aperture — за $299,95. HDR EFex был добавлен в коллекцию в 2010 году.
После приобретения Google возобновила продажи коллекции из шести приложений с новым Analog Efex в 2013 году Google Nik Collection и снизила её цену до 150 долларов, а в 2016 году сделала её полностью бесплатной.
В 2017 году Google продал коллекцию из семи приложений компании DxO Labs за неназванную сумму. С тех пор DxO Labs добавила восьмое приложение: Perspective Efex.
В 2023 году сообщалось, что версия 6.3 стала первым релизом программного обеспечения, полностью построенного на собственном коде DxO.

## Награды
- Nik Software Complete Collection получила премию TIPA (Technical Image Press Association) в номинации «Лучшее программное обеспечение для работы с фотографиями» в 2011 году.[11]
- Версия 3 получила награду EISA 2020 за лучшее программное обеспечение для редактирования фотографий.[12]